# Dactylorhiza godferyana
Dactylorhiza godferyana là một loài thực vật có hoa trong họ Lan. Loài này được (Soó) Peitz mô tả khoa học đầu tiên năm 1972.